# Olav Roots
Olav Roots (* 26. Februar 1910 in Uderna, Gouvernement Livland; † 30. Januar 1974 in Bogotá, Kolumbien) war ein estnischer Dirigent und Pianist.

## Leben und Wirken
Olav Roots studierte an der Musikschule von Tartu von 1923 bis 1928 Klavier bei Artur Lemba und Komposition bei Heino Eller. Bis 1931 studierte er an der Estnischen Musikakademie in Tallinn, wo er anschließend bis 1935 Klavier und Musiktheorie lehrte. Daneben vervollkommnete er seine Klavierausbildung bei Alfred Cortot in Paris.
Bis 1937 leitete er eine Klasse für Ensemblespiel, danach das Sinfonieorchester des Konservatoriums von Tallinn. Ein Stipendium ermöglichte ihm 1937 ein Studium bei Felix Weingartner in Wien sowie den Besuch von Sommerkursen bei Nikolai Malko in Salzburg. 1939 wurde er Chefdirigent des Estnischen Rundfunkorchesters. 1942 studierte er bei Clemens Krauss in Salzburg.
1944 übersiedelte Roots nach Sigtuna in Schweden. Er unterrichtete dort am Estnischen Gymnasium und leitete den Stockholmer Gemischten Jugendchor. 1952 wurde er Dirigent des Orquesta Sinfónica de Colombia in Bogotá. Er leitete dort außerdem einen Kammerchor und einen gemischten Chor und unterrichtete am Konservatorium der Stadt.
| Personendaten    | Personendaten                   |
| ---------------- | ------------------------------- |
| NAME             | Roots, Olav                     |
| KURZBESCHREIBUNG | estnischer Pianist und Dirigent |
| GEBURTSDATUM     | 26. Februar 1910                |
| GEBURTSORT       | Uderna                          |
| STERBEDATUM      | 30. Januar 1974                 |
| STERBEORT        | Bogotá                          |